# José Ramón Uriarte
Pour les articles homonymes, voir Uriarte.
Uriarte  Zubero est un nom espagnol. Le premier nom de famille, en général paternel, est Uriarte ; le second, en général maternel, souvent omis, est Zubero.
José Ramón Uriarte Zubero, né le 21 janvier 1967 à Igorre, est un coureur cycliste espagnol, professionnel de 1990 à 1999.

## Palmarès

### Palmarès amateur
- 1987
  - Mémorial Etxaniz
- 1989
  - 3e de Tarbes-Sauveterre

### Palmarès professionnel
- 1992
  - 2e du GP Llodio
- 1993
  - Trophée Luis Ocaña (es)
  - 3e du Trofeo Comunidad Foral de Navarra
- 1994
  - Trofeo Manacor
  - 4e étape du Tour des vallées minières
  - 3e du Trofeo Comunidad Foral de Navarra
- 1997
  - 1re étape du Tour des vallées minières
  - 4eb étape du Trophée Joaquim-Agostinho
- 1998
  - Tour du Chili

## Résultats sur les grands tours

### Tour d'Italie
3 participations
- 1992 : 80e
- 1994 : 52e
- 1998 : abandon

### Tour de France
5 participations
- 1992 : 63e
- 1993 : 94e
- 1994 : 49e
- 1995 : 69e
- 1996 : 92e

### Tour d'Espagne
5 participations
- 1991 : abandon
- 1993 : 17e
- 1995 : 63e
- 1998 : 29e
- 1999 : 65e